# Eptatretus laurahubbsae
Eptatretus laurahubbsae is een soort uit de familie der slijmprikken (Myxinidae).